# Нестлер, Христиан Готфрид
Христиан Готфрид Нестлер (Christian Gottfried Nestler, также Chrétien Géofroy Nestler; 1778—1832) — немецкий ботаник.
Учился в Париже и был учеником Ришара. Работал профессором ботаники в Страсбурге. Из сочинений его наиболее известна «Monographia de Potentilla» (П. и Страсбург, 1816, с 12 таблицами), а также «Index plantarum quae in horto academico Argentinensi, anno 1817 viguerunt» (Страсбург, 1818; доп., 1819).

## Эпонимы
Курт Шпренгель назвал в честь Нестлера род южноафриканских растений Nestlera.